# Reinhard Blechert
Reinhard Blechert (* 7. Juni 1947 in Böhlen) ist ein deutscher Schwimmer, der in den 1960er Jahren für die Wasserfreunde Wuppertal und DSW 1912 Darmstadt startete. Er ist 1,83 m groß und wog in seiner aktiven Zeit 80 kg.
Blechert gewann vier deutsche Meisterschaften:
- 100 m Rücken: 1968 und 1969
- 200 m Rücken: 1965 und 1969

Ferner nahm er an den Olympischen Spielen 1968 in Mexiko-Stadt teil und erzielte folgende Ergebnisse:
- 100 m Rücken: Platz 7 in 1:01,9 min (Gold ging an Roland Matthes in der olympischen Rekordzeit von 58,7 s)
- 200 m Rücken: Platz 9 in 2:16,5 min (im Vorlauf ausgeschieden)
- 4 × 100 m Lagenstaffel: Platz 6 in 4:05,4 min in der Besetzung Reinhard Blechert, Gregor Betz, Lutz Stoklasa und Wolfgang Kremer (Gold ging an die USA, die in 3:54,9 min Weltrekord schwammen)